# Principio de no intervención
El no intervencionismo es la doctrina que indica la obligación de los Estados de abstenerse a intervenir, ya sea directa o indirectamente, en los asuntos internos de otro Estado con la intención de afectar su voluntad y obtener su subordinación. Se deriva de un principio del derecho internacional público, el principio de no intervención que establece la independencia de las naciones y el derecho de autodeterminación de los pueblos. Este principio de no intervención prácticamente equivale al de no injerencia en los asuntos internos de otro país.
El no intervencionismo es una política solo en el gobierno, por lo que no excluye la intervención no gubernamental por organizaciones como Amnistía Internacional.

## Origen
Ejemplos históricos de los partidarios del no intervencionismo son los presidentes de EE. UU. George Washington y Thomas Jefferson, quienes favorecieron la no intervención en las guerras europeas, manteniendo el libre comercio. Otros promotores han sido el senador estadounidense Robert Taft y el congresista Ron Paul.
Otro ejemplo del principio de no intervención se encuentra en la Doctrina Monroe[cita requerida] desarrollada en 1823 por el presidente James Monroe de los Estados Unidos bajo el lema de «América para los americanos» en función de la cual sostuvo que las potencias europeas no tenían derecho a intervenir en ninguna parte del continente. Paradójicamente, la Doctrina Monroe fue considerablemente dirigida a detener la intervención de las potencias imperiales europeas sobre las recién independizadas colonias, pero abrió también camino a la intervención neocolonial de los Estados Unidos en el continente americano.

## Doctrina Calvo
La Doctrina Calvo, elaborada por el diplomático e internacionalista argentino-uruguayo Carlos Calvo (1824 – 1906) establece que "quienes viven en un país extranjero deben realizar sus demandas, reclamaciones y quejas sometiéndose a la jurisdicción de los tribunales locales, evitando recurrir a las presiones diplomáticas o intervenciones armadas de su propio Estado o gobierno".

## Doctrina Drago (1902)
La Doctrina Drago fue enunciada como protesta por el Ministerio de Relaciones Exteriores de Argentina, a cargo de Luis María Drago, en respuesta al incumplimiento de la Doctrina Monroe por Estados Unidos cuando estableció que como país no apoyaría a un Estado que se viese afectado por ataques de potencias europeas que no se originasen en la intención de recuperar territorios americanos y colonizarlos. Esta posición que se conoce como primer Corolario Roosevelt fue asumida frente al bloqueo naval impuesto a Venezuela por Gran Bretaña, Alemania e Italia a finales de 1902, con motivo del reclamo del pago de los servicios de una gran deuda de Venezuela que su presidente Cipriano Castro había suspendido y su negativa a reconocer los daños y perjuicios irrogados por las guerras civiles a los residentes extranjeros. La Doctrina Drago, inspirada en la Doctrina Calvo aunque más restringida, establece que  “La deuda pública no puede dar lugar a la intervención armada, ni menos a la ocupación material del suelo de las naciones americanas por una potencia europea”. Pero "La respuesta de Roosevelt a una propuesta argentina que podría haber llevado a una genuina panamericanización de la doctrina de Monroe fue su corolario unilateral. Drago no fue rechazado abiertamente, pero la singular oferta argentina en favor del panamericanismo se vio bruscamente frustrada y debió ser retirada sin demoras. No importa qué lado eligieran, cara o cruz, los argentinos parecían destinados a enfrentar la rivalidad norteamericana."

## Doctrina Estrada
El 27 de septiembre de 1930 a las 2:53 p. m., Genaro Estrada, entonces secretario de relaciones exteriores del gobierno de Pascual Ortiz Rubio en México, envió una carta a todos los representantes de aquella nación en el extranjero. En ella les refirió un gran principio que a la postre sería conocido como la doctrina Estrada. En la cual queda perfectamente desarrollado el principio de no intervención, aunque con un enfoque diferente al usado por James Monroe.
En esta doctrina, se establece que ante la existencia de gobiernos extranjeros y actividades emanadas de ellos, México no se mostraría partidario de emitir juicios al respecto. Ya que esta práctica se considera denigrante, en el principio de que menoscaba la soberanía de tales estados. Además se establece que México tan solo se limitará a mantener o retirar a sus agentes diplomáticos en otras naciones, así como aceptar o seguir aceptando, según se considere necesario, a representantes extranjeros.
Así se fundamenta, para México, un principio de no intervención en el cual este país no se considera en capacidad de juzgar, aprobar o desaprobar a otras naciones.